# 1991
- Wikisource

| Calendário gregoriano                                                        | 1991 MCMXCI                          |
| Ab urbe condita                                                              | 2744                                 |
| Calendário arménio                                                           | 1441 – 1442                          |
| Calendário bahá'í                                                            | 147 – 148                            |
| Calendário budista                                                           | 2535                                 |
| Calendário chinês                                                            | 4687 – 4688 Início a 15 de fevereiro |
| Calendário copta                                                             | 1707 – 1708                          |
| Calendário etíope                                                            | 1983 – 1984                          |
| Calendários hindus - Vikram Samvat - Calendário nacional indiano - Cáli Iuga | 2046 – 2047 1912 – 1913 5091 – 5092  |
| Calendário Holoceno                                                          | 11991                                |
| Calendário islâmico                                                          | 1412 – 1413                          |
| Calendário judaico                                                           | 5751 – 5752 Início a 9 de setembro   |
| Calendário persa                                                             | 1369 – 1370 Início a 21 de março     |
| Calendário rúnico                                                            | 2241                                 |
| Calendário solar tailandês                                                   | 2534                                 |

1991 (MCMXCI, na numeração romana) foi um ano comum do século XX que começou numa terça-feira, segundo o calendário gregoriano. A sua letra dominical foi F. A terça-feira de Carnaval ocorreu a 12 de fevereiro e o domingo de Páscoa a 31 de março. Segundo o horóscopo chinês, foi o ano da Cabra, começando a 15 de fevereiro.

| Evento                                                   | Data            | Hora  |
| -------------------------------------------------------- | --------------- | ----- |
| Aquário                                                  | 20 de janeiro   | 13:48 |
| Peixes                                                   | 19 de fevereiro | 03:59 |
| primavera no hemisfério norte e outono no hemisfério sul |                 |       |
| Carneiro/equinócio                                       | 21 de março     | 03:02 |
| Touro                                                    | 20 de abril     | 14:09 |
| Gémeos                                                   | 21 de maio      | 13:21 |
| verão no hemisfério norte e inverno no hemisfério Sul    |                 |       |
| Caranguejo/solstício                                     | 21 de junho     | 21:19 |
| Leão                                                     | 23 de julho     | 08:12 |
| Virgem                                                   | 23 de agosto    | 15:13 |
| Outono no Hemisfério Norte e Primavera no Hemisfério Sul |                 |       |
| Balança/equinócio                                        | 23 de setembro  | 12:49 |
| Escorpião                                                | 23 de outubro   | 22:06 |
| Sagitário                                                | 22 de novembro  | 19:36 |
| inverno no hemisfério norte e verão no hemisfério sul    |                 |       |
| Capricórnio/solstício                                    | 22 de dezembro  | 08:54 |

| UTC: Portugal Continental, Madeira, Guiné-Bissau e São Tomé e Príncipe Subtrair (-): 1 h nos Açores e Cabo Verde 2 h nas Ilhas oceânicas brasileiras 3 h em Brasília, em Goiás, na Amazônia Oriental Brasileira e no nordeste, sudeste e sul brasileiros 4 h na Amazônia Ocidental Brasileira, Mato Grosso e Mato Grosso do Sul 5 h no Acre e sudoeste do Amazonas Adicionar (+): 1 h em Angola e Guiné Equatorial 2 h em Moçambique 8 h em Macau 9 h em Timor-Leste. |
| Adicionar uma hora durante a vigência do horário de verão: Portugal Continental : De 31 de março a 29 de setembro de 1991 |

| Ano completo                       |
| ---------------------------------- |
| Ano comum com início à terça-feira |

## Eventos
- É criado o Museu de São Jorge, vila da Calheta, ilha de São Jorge.

### Janeiro
- 2 de janeiro - Criação do Parque Estadual da Pedra Azul no Espírito Santo, Região Sudeste do Brasil.
- 17 de janeiro - Início da Primeira Guerra do Golfo.
- 18 de janeiro - Realização da segunda edição do Rock in Rio, no Maracanã.

### Fevereiro
- 28 de fevereiro - Fim da Guerra do Golfo.

### Março
- 11 de março - No Brasil entra em vigor o Código de Defesa do Consumidor.
- 24 de março - Ayrton Senna vence pela primeira vez o Grande Prêmio do Brasil de Fórmula 1.
- 26 de março - Brasil, Argentina, Uruguai e Paraguai assinam o Tratado de Assunção, que estabelece o Mercosul.

### Abril
- 9 de abril - Independência da Geórgia

### Maio
- 29 de maio - O Estrela Vermelha derrota o Olympique de Marselha e conquista a Taça dos Clubes Campeões Europeus de 1990-91.

### Junho
- 2 de junho
  - O Criciúma conquista a Copa do Brasil de Futebol de 1991 depois de dois empates com o Grêmio.
  - Nelson Piquet obtém sua última vitória na Fórmula 1 ao vencer o Grande Prêmio do Canadá.
- 9 de junho - O São Paulo derrota o Bragantino na final do Campeonato Brasileiro de Futebol de 1991 e se torna campeão brasileiro pela terceira vez.
- 23 de junho - Lançamento da franquia de jogos Sonic The Hedgehog.

### Julho
- 1 de julho - Guerra Fria: o Pacto de Varsóvia é oficialmente dissolvido em uma reunião em Praga.
- 21 de julho - A Argentina é campeã da Copa América de 1991.

### Agosto
- 19 de agosto - Um Golpe de Estado liderado pela KGB tenta, sem sucesso, derrubar o presidente Mikhail Gorbachov e assumir o governo da Federação Russa e da URSS.
- 20 de agosto - Reconhecimento da independência da Estônia pela União Soviética.
- 21 de agosto - Reconhecimento da independência da Letónia pela União Soviética.
- 24 de agosto - Ucrânia declara-se independente da União Soviética.
- 25 de agosto - Reconhecimento da independência da Bielorrússia pela União Soviética.
- 27 de agosto - Independência da Moldávia.
- 30 de agosto - Independência do Azerbaijão.
- 31 de agosto - A Quirguízia (Quirguistão) declara-se independente da União Soviética.

### Setembro
- 1 de setembro - Independência do Uzbequistão.
- 8 de setembro - Independência da República da Macedônia (atual Macedônia do Norte).
- 9 de setembro - Independência do Tadjiquistão.
- 17 de setembro - Lançamento do primeiro Sistema Operacional com kernel Linux
- 21 de setembro - Reconhecimento da independência da Arménia pela União Soviética.
- 24 de setembro - A banda estadunidense Nirvana lança o álbum Nevermind, que se tornou um dos álbuns musicais mais famosos e reconhecidos em sua época.

### Outubro
- 8 de outubro - Independência da Croácia.
- 20 de outubro - Ayrton Senna se torna tricampeão mundial de Fórmula 1.
- 27 de outubro - Independência do Turquemenistão.

### Novembro
- 3 de novembro - O GP da Austrália marcou a despedida do tricampeão mundial Nelson Piquet, e por ser o mais curto da Fórmula 1, devido a forte chuva que caiu no circuito de Adelaide, causando batidas e obrigando a direção de prova a encerrar a corrida com apenas 14 voltas.[1]
- 24 de novembro - Morreu Freddie Mercury, músico da banda britânica Queen.
- 26 de novembro - Comunidade Económica Europeia: A Comunidade adere à Organização das Nações Unidas para a Alimentação e a Agricultura (FAO), tornando-se a primeira organização de integração económica que é membro de pleno direito de uma agência especializada das Nações Unidas.
- 28 de novembro - Declaração de independência da Ossétia do Sul (não reconhecida por nenhum país).

### Dezembro
- 8 de dezembro - O Estrela Vermelha vence o Colo Colo e conquista a Copa Europeia/Sul-Americana de 1991.
- 16 de dezembro - Independência do Cazaquistão.
- 25 de dezembro - O presidente soviético Mikhail Gorbachev renuncia ao cargo, o que culmina com o fim da URSS.
- 28 de dezembro - É inaugurado o Parque de Diversões Beto Carrero World em Penha, Santa Catarina.
- 31 de dezembro - A URSS é oficialmente declarada extinta.

## Nascimentos
- 3 de janeiro - Goo Ha-ra, cantora e atriz sul-coreana.  (m. 2019).
- 20 de janeiro - Jumpol Adulkittiporn, ator, modelo, e apresentador tailandês.
- 21 de fevereiro - Joe Alwyn, ator e compositor britânico.
- 26 de fevereiro - CL, cantora e rapper sul-coreana.
- 11 de março - Fillipe Soutto, futebolista brasileiro.
- 13 de março - Luan Santana, cantor e compositor brasileiro.
- 04 de abril - Lucas Lucco, cantor brasileiro.
- 30 de abril - Travis Scott , rapper e compositor norte-americano.
- 03 de maio - Carlo Acutis, britânico beatificado pela igreja católica (m. 2006).
- 22 de maio - Sophia Abrahão, atriz e cantora brasileira.
- 12 de junho - Carlinhos Maia, ator, comediante e empresário brasileiro.
- 23 de junho - Penelope Mitchell, atriz australiana.
- 2 de julho - Kayo Amado, político brasileiro, prefeito de São Vicente-SP
- 8 de julho - Giuliano Laffayete, ator brasileiro.
- 20 de julho - Tawan Vihokratana, ator, cantor e apresentador tailandês
- 03 de agosto - Nyvi Estephan, apresentadora, youtuber e gamer brasileira.
- 30 de agosto - Gaia Weiss,  atriz e modelo francesa.
- 15 de setembro - Santiago Montoya,  futebolista colombiano.
- 17 de setembro - Victor Sparapane, ator brasileiro.
- 8 de outubro - Carla Salle,  atriz, cantora e bailarina brasileira.
- 19 de outubro - Samantha Robinson, atriz norte-americana.
- 11 de novembro - Christa B. Allen, atriz estadunidense.
- 27 de novembro - Cynthia Senek, atriz brasileira.
- 12 de dezembro - Jaime Lorente, ator espanhol.
- 24 de dezembro - Louis Tomlinson, cantor e compositor britânico.
- 29 de dezembro - Steven Caulker, futebolista inglês.

## Mortes
- 17 de janeiro - Olavo V da Noruega, rei da Noruega de 1957 a 1991 (n. 1903).
- 6 de fevereiro - Salvador Luria, microbiologista italiano (n. 1912).
- 2 de março - Lou Sullivan, autor e ativista americano (n. 1951).
- 21 de março - Leo Fender, construtor de guitarras e fundador do Fender Musical Instruments Corporation (n. 1909).
- 08 de abril - Per Yngve Ohlin, músico sueco (n. 1969).
- 20 de abril - Steve Marriott - cantor, compositor e guitarrista britânico (n. 1947)
- 15 de maio - Mara Rúbia, atriz, bailarina e vedete brasileira  (n. 1918)
- 21 de maio - Toni Seven,  atriz norte-americana. (n. 1922)
- 23 de maio - Wilhelm Kempff, pianista e compositor alemão. (n. 1895)
- 5 de junho - Larry Kert, ator, cantor e dançarino americano (n. 1930).
- 12 de junho - Silvino Neto, ator, cantor, compositor e radialista brasileiro.(n. 1913).
- 10 de julho - Gerome Ragni, ator e dramaturgo estadunidense. (n. 1942)
- 4 de agosto - George Otto, ator e bailarino brasileiro. (n. 1955)
- 2 de setembro - Alfonso García Robles, diplomata mexicano, ganhador do Nobel da Paz 1982 (n. 1911).[2]
- 12 de setembro - Ewan Forbes, nobre escocês (n. 1912).
- 12 de outubro - Narciso Doval, futebolista argentino (n. 1944).
- 5 de novembro - Fred MacMurray, ator estadunidense.(n. 1908)
- 24 de novembro - Freddie Mercury, vocalista da banda britânica Queen (n. 1946).
- 24 de novembro - Eric Carr, baterista da banda Kiss (n. 1950).
- 15 de dezembro - Vassili Zaitsev - franco-atirador soviético (n. 1915).
- 28 de dezembro - Cassandra Harris, atriz australiana (n. 1948).

## Por tema
- 1991 na arte
- 1991 no Brasil
- 1991 na ciência
- 1991 no cinema
- Desastres em 1991
- 1991 no desporto
- Divisões administrativas em 1991
- 1991 nos jogos eletrônicos
- 1991 no jornalismo
- 1991 na literatura
- 1991 na música
- 1991 na política
- 1991 na rádio
- 1991 no teatro
- 1991 na televisão

## Prêmio Nobel
- Física - Pierre-Gilles de Gennes[3]
- Química - Richard R. Ernst[4]
- Medicina - Erwin Neher,[5] Bert Sakmann[5]
- Literatura - Nadine Gordimer[6]
- Paz - Aung San Suu Kyi[2]
- Economia - Ronald H. Coase[7]

## Epacta e idade da Lua
| Epacta gregoriana | 16 (XVI) |
| Idade da Lua      | Letra r  |